# Live at Budokan (album de Mr. Big)
Pour les articles homonymes, voir Live at Budokan.
Albums de Mr. Big
Channel V at the Hard Rock Live
(1996) Get Over It
(2000)
Live At Budokan est le sixième album live du groupe Mr. Big. 

## Liste des titres
| No  | Titre                                                       | Durée |
| --- | ----------------------------------------------------------- | ----- |
| 1.  | Intro/Piano                                                 |       |
| 2.  | Trapped in Toyland                                          |       |
| 3.  | Take Cover                                                  |       |
| 4.  | Green-Tinted Sixties Mind                                   |       |
| 5.  | Jane Doe                                                    |       |
| 6.  | Medley/bass intro/Had Enough/Big Love/Take a Walk/Merciless |       |
| 7.  | Out of the Underground                                      |       |
| 8.  | Alive and Kickin                                            |       |
| 9.  | Whole World's Gonna Know                                    |       |
| 10. | Road to Ruin                                                |       |
| 11. | What's It Gonna Be                                          |       |
| 12. | Fool Us Today                                               |       |
| 13. | Addicted to That Rush                                       |       |
| 14. | Suffragette City                                            |       |
| 15. | Livin' Like a Dog                                           |       |
| 16. | Ain't Seen Love Like That                                   |       |

## Crédits
- Eric Martin – Chant
- Paul Gilbert – Guitare
- Billy Sheehan – Basse
- Pat Torpey – Batterie